# Yúliya Zykova
Yúliya Andréyevna Zykova –en ruso, Юлия Андреевна Зыкова– (Krasnoyarsk, 25 de noviembre de 1995) es una deportista rusa que compite en tiro, en la modalidad de rifle.
Participó en los Juegos Olímpicos de Tokio 2020, obteniendo una medalla de plata en la prueba de rifle en tres posiciones 50 m.
En los Juegos Europeos de Minsk 2019 consiguió una medalla de oro en la prueba de fifle en tres posiciones 50 m. Ganó tres medallas en el Campeonato Europeo de Tiro, en los años 2019 y 2021.

## Palmarés internacional
| Juegos Olímpicos   | Juegos Olímpicos    | Juegos Olímpicos | Juegos Olímpicos              |
| Año                | Lugar               | Medalla          | Prueba                        |
| ------------------ | ------------------- | ---------------- | ----------------------------- |
| 2020               | Tokio (Japón)       | Medalla de plata | Rifle 3 posiciones 50 m       |
| Juegos Europeos    |                     |                  |                               |
| Año                | Lugar               | Medalla          | Prueba                        |
| 2019               | Minsk (Bielorrusia) | Medalla de oro   | Rifle 3 posiciones 50 m       |
| Campeonato Europeo |                     |                  |                               |
| Año                | Lugar               | Medalla          | Prueba                        |
| 2019               | Lonato (Italia)     | Medalla de oro   | Rifle en pos. tendida 50 m    |
| 2021               | Osijek (Croacia)    | Medalla de oro   | Rifle 3 posiciones 50 m mixto |
| 2021               | Osijek (Croacia)    | Medalla de plata | Rifle 3 posiciones 50 m       |